# 天津圣德足球俱乐部
天津圣德足球俱乐部，简称天津圣德，是一家位于天津的职业足球俱乐部，旗下拥有男足和女足代表队，男足一线队目前参加中国足球协会会员协会冠军联赛，女足一线队目前征战于中国女子足球甲级联赛。

## 历史
2020年8月20日，俱乐部在天津成立。成立之初，男足队参加了当赛季的2020年天津市足球超级联赛，取得第4名，次年受推荐参加2021年中冠联赛。女足队于2020年11月25日组建，并于当年征战中国女子足球乙级联赛并获得季军，冲甲成功。